# Махбубнагар
Махбубнагар (англ. Mahbubnagar) — город в индийском штате Телангана. Административный центр округа Махбубнагар. Средняя высота над уровнем моря — 497 метров. По данным всеиндийской переписи 2001 года, в городе проживало 130 849 человек, из которых мужчины составляли 51 %, женщины — соответственно 49 %. Уровень грамотности взрослого населения составлял 74 % (при общеиндийском показателе 59,5 %). Уровень грамотности среди мужчин составлял 80 %, среди женщин — 67 %. 12 % населения было моложе 6 лет.